# Obciążenie wstępne
Obciążenie wstępne, ciśnienie końcoworozkurczowe, żargonowo preload – najwyższe ciśnienie konieczne do maksymalnego rozciągnięcia  mięśnia serca występujące w komorze serca (prawej albo lewej, w zależności, o której części serca mowa) przed rozpoczęciem skurczu.
Wraz ze wzrostem ciśnienia napełniania żylnego (wzrost obciążenia wstępnego) komory serca wypełniają się bardziej podczas rozkurczu, a mięśnie są bardziej rozciągnięte, co prowadzi do nasilenia skurczu wraz ze wzrostem objętości wyrzutowej zgodnie  z mechanizmem Franka-Starlinga.
U człowieka dla prawej komory serca ciśnienie późnorozkurczowe powinno wynosić do około 5 mm Hg, dla lewej do 12 mm Hg. Dla prawej komory jego łatwo mierzalnym odzwierciedleniem jest ośrodkowe ciśnienie żylne (nie jest mu idealnie równe, ze względu na ciśnienie transtorakalne), dla lewej komory jest praktycznie równe ciśnieniu zaklinowania tętnicy płucnej od 5 do 16 mmHg. Wartości powyżej 16 mmHg świadczą o niewydolności lewokomorowej.
Ocena obciążenia wstępnego jest ważną częścią oceny niewydolnego serca, a monitorowanie tych parametrów bywa konieczne na oddziałach intensywnej terapii.